# 亨利·德·土魯斯-羅特列克

羅特列克的簽名

亨利·马里·雷蒙·德·土鲁斯-劳特累克-蒙法（法語：Henri Marie Raymond de Toulouse-Lautrec-Monfa，1864年11月24日—1901年9月9日），簡稱亨利·德·土鲁斯-劳特累克（Henri de Toulouse-Lautrec），法國貴族、後印象派畫家、近代海報設計與石版畫藝術先驅，為人稱作「蒙馬特之魂」。羅特列克承襲印象派畫家奧斯卡-克勞德·莫內、卡米耶·畢沙羅等人畫風，以及日本浮世繪之影響，開拓出新的繪畫寫實技巧。他擅長人物畫，對象多為巴黎蒙馬特一帶的舞者、女伶、妓女等中下階層人物。其寫實、深刻的繪畫不但深具針砭現實的意涵，也影響日後巴勃罗·毕加索等畫家的人物畫風格。
在繪畫上的成就以外，羅特列克以新概念創作之彩色海報帶動了海報設計的創新；他使用當時少用的石版畫技術，捨棄傳統西方繪畫的透視法，轉以浮世繪中深刻的線條表現觀賞者眼中的主觀空間，搭配巧妙的標題文字，成功吸引觀賞者的目光，並與同為當代最具影響力的海報設計者。當時有海報設計之父之稱。
此外，羅特列克也是名美食家，曾與好友莫里斯·喬懷安（Maurice Joyant）研究食物，並整理出版一本記載一百九十多道菜餚的食譜。

## 生平
1864年11月24日傍晚，亨利·德·土鲁斯-劳特累克生於法國中部的塔恩省阿爾比（Albi）的家中，全名亨利-馬利·雷蒙·土魯斯-羅特列克-蒙法（Henri-Marie Raymond de Toulouse-Lautrec-Monfa）。父親阿爾豐斯·土魯斯-羅特列克（Alphonse de Toulouse-Lautrec）伯爵是名騎兵軍官，也是土魯斯-羅特列克（Toulouse-Lautrec）家族的主人。這個家族起源自查理大帝時期，為土魯斯地區的顯赫家族，但到洛特雷克祖父時，家業衰敗，羅特列克伯爵僅繼承了一百公頃左右的荒地，家族宅邸與頭銜。儘管如此，他與表親，席雷朗家族（Taipie de Celeyran）的阿德比（Adèle）結婚後，從娘家繼承了兩座城堡與大片葡萄園，使家族得以不墜。
原居席雷朗家族為保持貴族血緣，本身即與土魯斯-羅特列克家族多代通婚：自18世紀遷居席雷朗（Celeyran）後，由於沒有後嗣，所以從土魯斯-羅特列克家族過繼一名男孩來，並改名作席雷朗，從此家族名稱改為席雷朗，接連數代皆以表親的關係持續通婚，親上加親。也因此出現基因上的缺陷，並影響到羅特列克之後的人生。

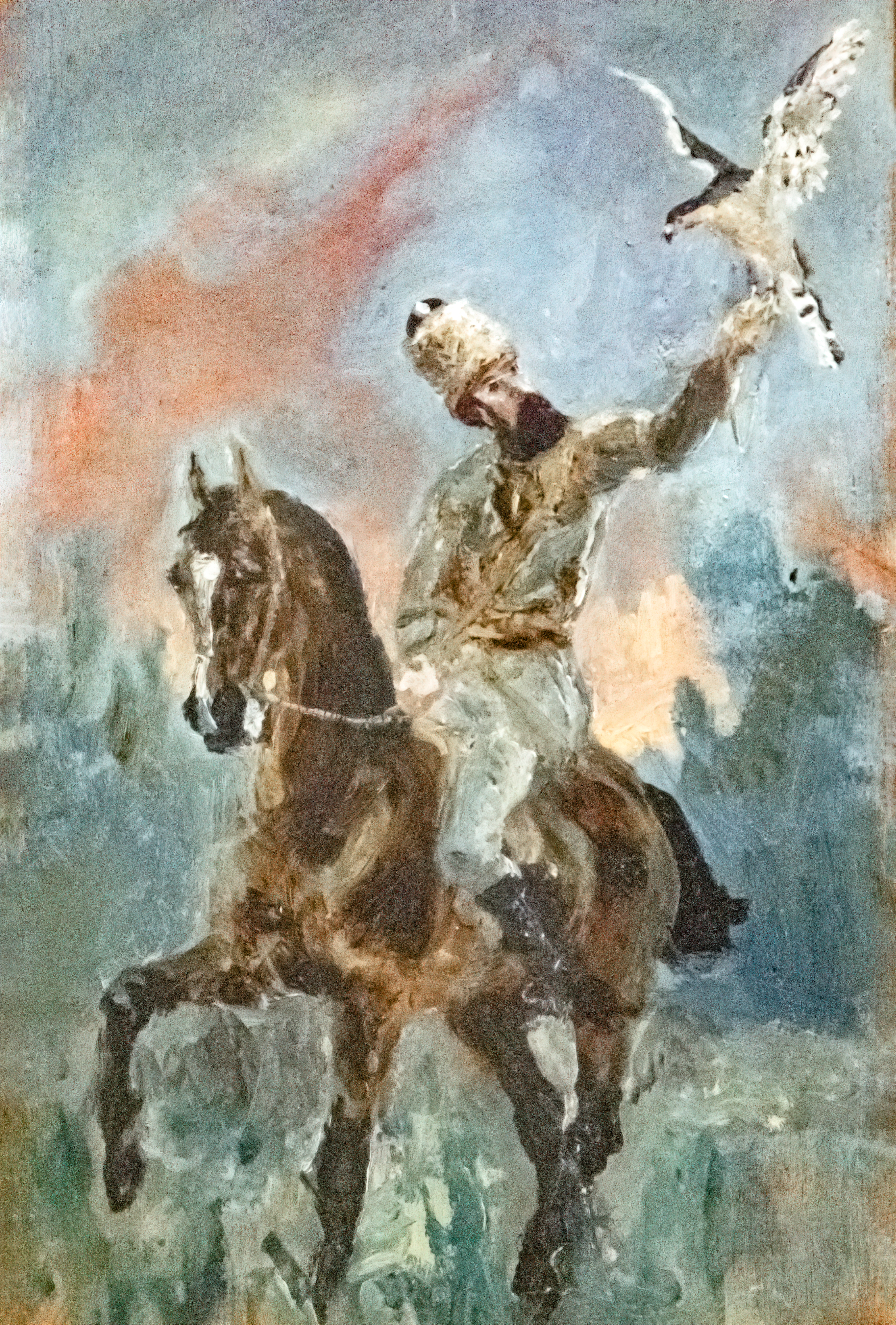
《正在鷹獵的羅特列克伯爵》，1881年，土魯斯-羅特列克美術館藏。

### 童年時期
身為家族的第一繼承人，羅特列克的誕生令整個家族大感喜悅，加上1868年羅特列克不滿週歲的弟弟夭折，幼小的羅特列克成為全家人的希望，更是集三千寵愛於一身。羅特列克的祖母曾形容幼年的羅特列克：
|  | 我們家的小寶貝一天到晚像蟋蟀似地唱歌，若他不在，家裡即像丟失了什麼陷入空寂；他一人即可匹敵二十人的存在。 |

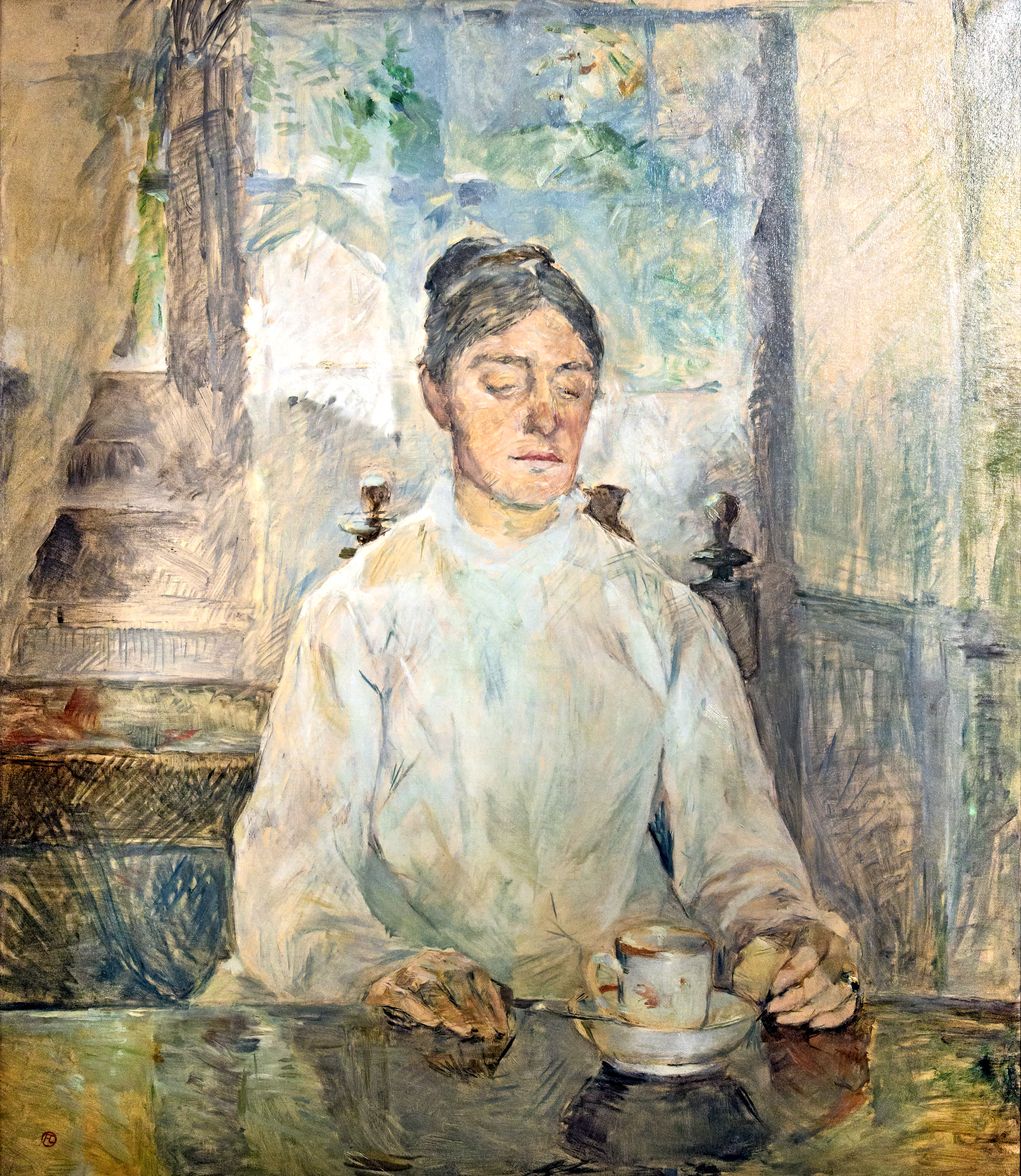
《用早餐前的羅特列克伯爵夫人》，1881年-1883年，土魯斯-羅特列克美術館藏。

即使如此，羅特列克的家庭卻籠罩在一片陰霾中：由於是奉母之命完婚，伯爵夫婦的婚姻並不幸福，兩人的關係十分淡泊，阿方斯伯爵雖於1863年便從軍中退役，但同他玩世不恭的父親一樣，伯爵一大早便獨自出遊打獵，直到傍晚才帶著獵物回家。偶爾他會跑到巴黎，與年輕軍官或時髦仕女共渡塵囂。對他而言，管理家務只是「女人的事務」，不是一名男子漢該作的工作。因此全家的事情，包含幼小羅特列克的養育工作，全落到母親阿代勒伯爵夫人的身上：她不但承擔全家的家計，更全力投入獨子的教育，不惜帶他東奔西跑，只為讓他能夠接受良好的教育。日後羅特列克到巴黎展開繪畫生涯，也全靠母親財力的支持才得以持續不輟。
小時候，羅特列克繪畫與文學的才華便已展露：1872年，為了接受更好的教育環境，母親帶著8歲的他全家搬到巴黎居住，在這他透過教科書、筆記本上的習作，自修學會了許多素描與繪畫技巧。1874年進入中學就讀後，曾在學校刊物《同人誌》中發表短篇小說，頗受同學歡迎。然而最重要的是在這期間，他認識了畢生好友莫里斯·茹瓦扬，日後無論在精神或事業上，他都是羅特列克的一大支柱。
由於母親的指導監護，儘管羅特列克對讀書興趣不大，在校成績仍名列前茅。可是天生體弱的關係，進入中學同一年便申請休學，由母親帶到尼斯老家養病，課業轉由家庭教師與母親督導。不久舉家遷回阿爾比的故居。

### 少年時期

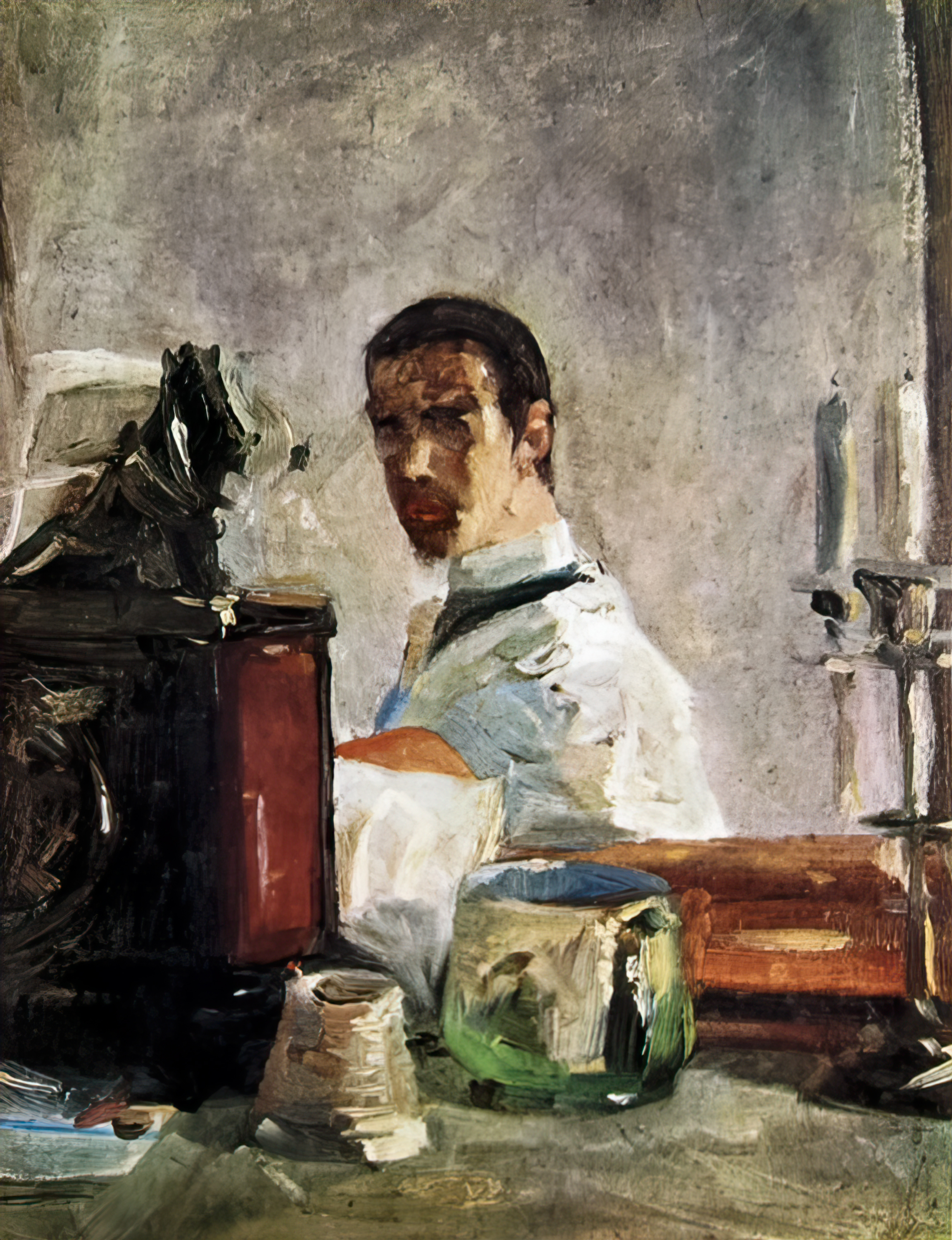
《自畫像》，1880年，土魯斯-羅特列克美術館藏。羅特列克16歲時的自像畫，這時他已發生意外，畫中臉部的黯淡顯示心中的憂鬱。

1878年，14歲的羅特列克與家人在阿爾比團聚時，發生一起意外：他從客廳的椅子上摔下來時，被椅子下的掃把絆倒，造成左腿骨折。為此，母親帶他到尼斯等地療養。然而隔年1879年，他在療養地與母親散步時，跌入一處一公尺深的坑洞，造成右腿骨折。這兩次意外雖僅造成骨折，但因多代近親通婚，患有遺傳性疾病的羅特列克停止了腿部骨骼發育，成為身高僅150公分的侏儒。而且因腳部停止發育，上半身仍持續成長，使下半身承受過多的體重，令他在步行上都顯困難，遑論進行騎馬等激烈運動。
對愛好騎馬打獵且期盼克紹箕裘的羅特列克伯爵，這不啻為一大打擊。這成為他另一個棄家人不顧的理由，也令他更少回家，原來對兒子的期盼也轉移到郊外打獵之上；而對羅特列克伯爵夫人而言，丈夫的態度使她投入更多心血在照料兒子上。她不但一手包辦兒子的療養工作，帶他到尼斯、席雷朗等地治療、度日，並親自教導他拉丁文與英語，以免因療養而延怠課業。至於羅特列克本人，因失去自由活動的能力，閒暇時間轉而花在繪畫上，特別是他最喜歡的馬匹奔跑、騎士馭馬、帆船航行等景象，透過其視覺捕捉，出現在這時期的素描與油畫裡。而這也奠定了日後成為畫家的基礎。
1881年7月，即將滿17歲的羅特列克前往巴黎參加大學入學考試，但卻落榜。於是利用三個月時間衝刺，終於11月第二次入學考試時順利上榜。然而，喜好繪畫遠大於學業的羅特列克卻放棄入學資格，轉去學習繪畫。這項決定最初遭到羅特列克伯爵夫人反對，但在舅舅勸說和鼓勵下，伯爵夫人接受了他的決定，讓他與父親前往巴黎，在專畫動物的聾啞畫家魯尼·布蘭斯多（Rene Princeteau）的畫室學習。

### 學徒時期

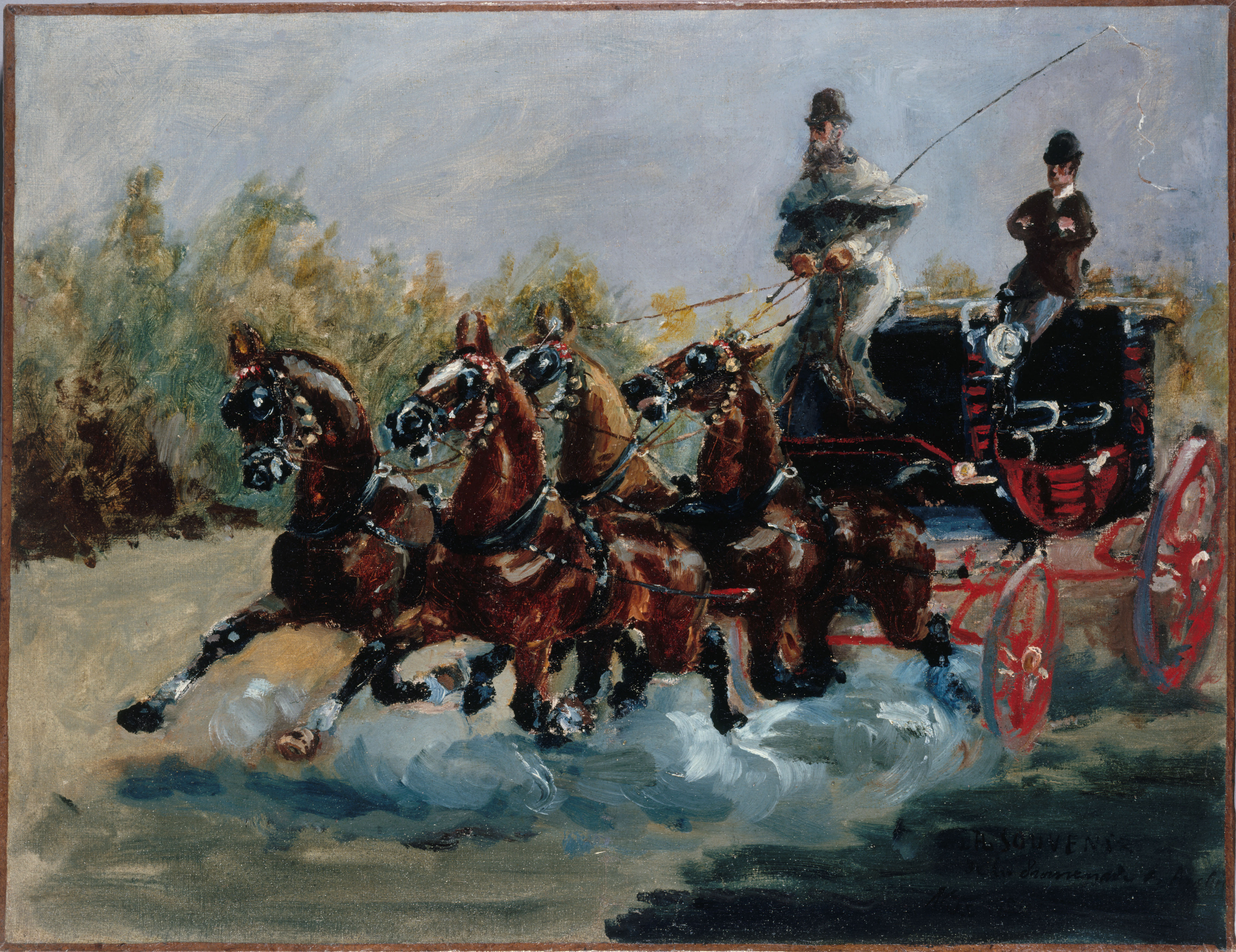
《在尼斯駕車的羅特列克伯爵》，1881年，小皇宮美術館藏。

1882年3月，儘管只有幾個月，羅特列克對馬匹奔跑的成熟技巧讓布蘭斯多嘆為觀止，認為已無力教導，故介紹他到著名的學院派畫家莱昂·博纳（Leon Bonnat）畫室學習。在此，他接受學院派畫風的洗禮，過往誇張的描繪有些收斂，加上新學到的構圖技巧，使他構圖更顯深度與層次感。該年暑假，他回舅舅家度假，創作出許多作品，然而9月再度前往巴黎時，博纳到巴黎藝術學院（École des Beaux-Arts）任教，原來的畫室已關閉。羅特列克不得已下，轉而與部分同學轉往擅長歷史題材的學院派畫家费尔南·科尔蒙的畫室。

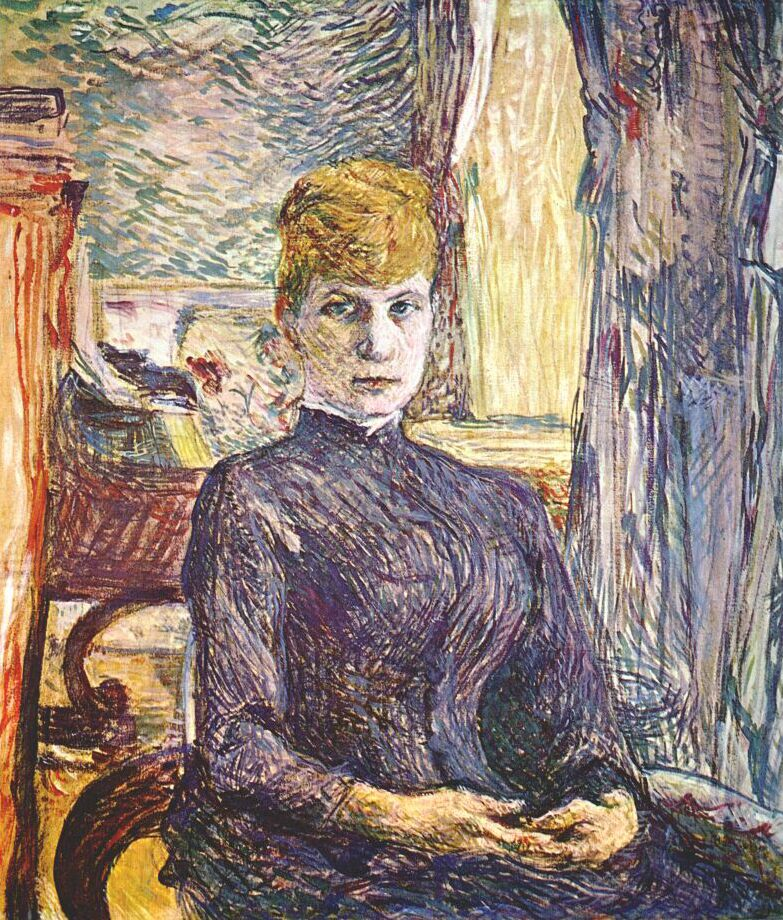
《茱麗葉·巴斯卡》，1887年。羅特列克學徒生涯後期的作品。

柯爾蒙雖是學院派畫家，但他的要求並不嚴格，甚至鼓勵學生自由創作。在此，羅特列克認識了埃米尔·伯納德、凡·高等日後著名的新印象派和後印象派畫家，與這些新銳畫家切磋使羅特列克的繪畫技巧持續進步。另一方面，因嫌科尔蒙的指導不夠嚴格，他自費在住處請模特兒，並訂定作息表以鍛煉繪畫技巧。這段期間，他十分努力，而成果也受到師長的肯定：勃納見到他的作品後，決定請他協助完成维克托·雨果作品的插圖。對於這些肯定，羅特列克在書信中寫到：
|  | 我不能辱沒柯爾蒙老師的聲望，但也不能被老師影響，在此我要學習自己的工作方法。 |

同樣在此期間，羅特列克常與同學前往美術館欣賞畫作，相繼結識當代著名的印象派畫家爱德华·马内、皮耶-奧古斯特·雷諾瓦、埃德加·德加等人。其中，他對德加崇拜有加，1885年兩人第一次見面後，羅特列克即視他為精神導師。受到竇加的影響，羅特列克的繪畫題材逐漸轉變，由傳統的故事與動物逐漸轉為現實人物。不久，他離開柯爾蒙的畫室，正式將現實世界視作繪畫的對象。

### 蒙馬特時期
由於不習慣巴黎都會生活，羅特列克伯爵夫人於1883年搬到他們家族的主要領地馬爾羅梅莊園（Château Malromé）居住。僅剩一個人居住的羅特列克因嫌孤寂，搬到畫室同學兼好友艾柏特·葛爾尼葉（Albert Grenier）家居住。由於該住處位居巴黎北部的新興地區蒙馬特，當地充斥著各種聲色場所。羅特列克定居於此後受到影響，開始流連當地的咖啡廳與酒廊，並結識酒店老闆兼小有名氣的男歌手阿里斯蒂德·布留安（Aristide Bruant）。布留安介紹他與妓女發生關係，因身形醜陋被許多女性拒絕的羅特列克也從風塵女子身上找到渴望的溫柔，至此，他和夜生活脫離不了關係。

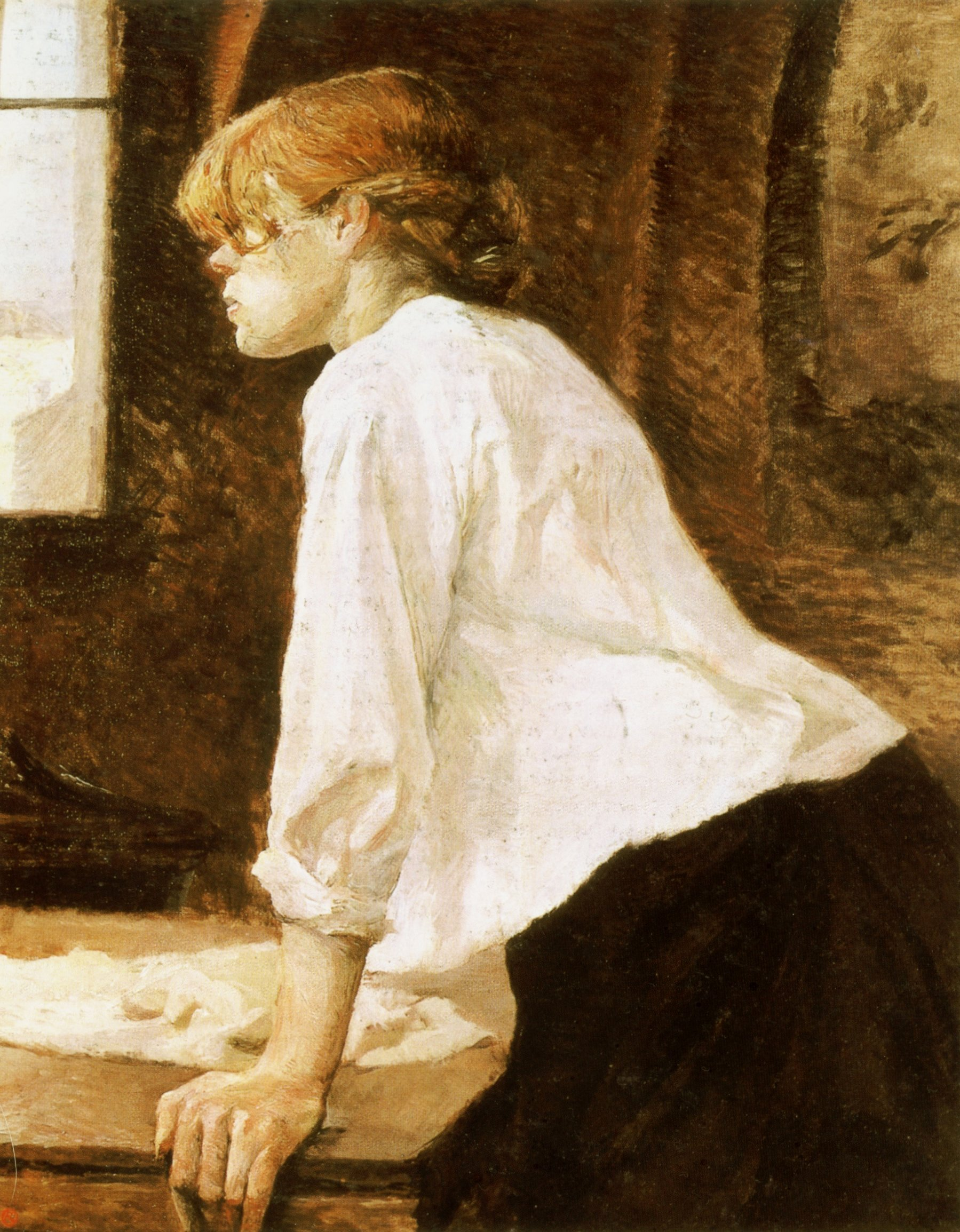
《洗衣女》，1889年，私人藏。圖中的紅髮女子即瑪莉-克雷曼汀·瓦拉東。

1886年，羅特列克離開柯爾蒙的畫室，也搬離了葛爾尼葉的住處。他在蒙馬特成立自己的畫室，但仍接受竇加的指導，並持續到1888年。這時，他與18歲的模特兒瑪莉-克雷曼汀·瓦拉東（Marie-Clémentine Valadon，即日後的畫家蘇珊娜·瓦拉東）交往，然而瑪莉只想騙取他的金錢，並以假裝自殺等手法威嚇羅特列克。經過多年糾纏後，羅特列克於1889年忍痛結束第一段戀情，與她徹底斷絕關係。失戀後的羅特列克為了發洩，又與卡門·戈婷（Carmen Gaudin）交往，然而卻感染梅毒，這令他身心受創，從此也不太信任母親之外的任何女性，且更沉溺在蒙馬特的夜生活。
私生活雖然不太順遂，1888年與1889年卻是羅特列克藝術生涯初露頭角的時光：1883年與1887年兩度參與巴黎沙龍（Salon de Paris）皆落榜後，1888年他開始將「Treclau」的創作假名改回「Lautrec」的真名簽名，改而參加布鲁塞尔的二十人展（Les Vingt），隔年參加第五屆落選者沙龍（Salon des Refusés），並展出期間個人獨展。之後第六、七、八屆皆有作品參展，且評價不錯，也讓他逐漸被視為新藝術運動（Art Nouveau）的重要參與者。。其中在二十人展時，曾發生一段小插曲：畫展閉幕時，羅特列克應邀出席閉幕典禮，然而典禮時比利時畫家亨利·德·格魯（Henry de Groux）痛批一同參展的梵谷不學無術，只會吹牛。此話一出，立刻引起身為梵谷友人的羅特列克不滿，揚言要與格魯當場決鬥，最後格魯收回他的批評，才避免了可能的流血衝突。

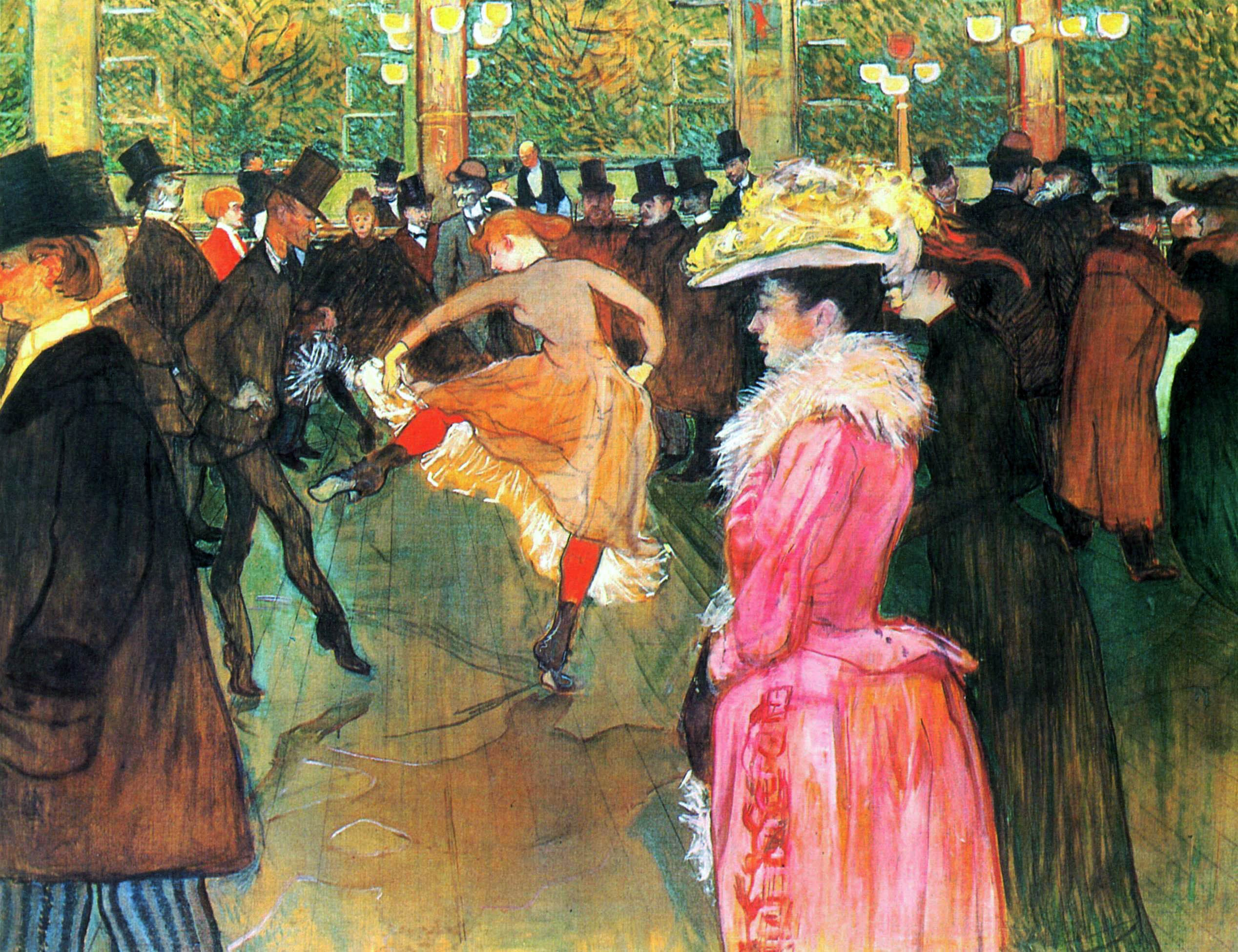
《紅磨坊的舞會》，1890年，私人藏。羅特列克將許多好友熟人繪入圖中：中間共舞的男女是拉·古留與滑蘭丹，右側白鬍者為作者父親羅特列克伯爵，左後方正面穿黑大衣者是雅内·阿夫里尔。

但這時影響羅特列克最深的，卻是酒店的夜生活。他最早出沒在煎饼磨坊（Moulin De La Galette），並結識尚未成名的女舞者拉·古留（本名路易絲·韋伯），外號「大嘴美人」，這位「大嘴美人」啓迪羅特列克，創作了他最著名的作品。1889年，法國為了慶祝大革命百週年，在巴黎舉辦世界博覽會。為了因應活動的帶來的觀光人潮，新型態的夜總會紅磨坊開幕了，而羅特列克也隨之轉移到此。由於酒店尊重他貴族與畫家的身分，羅特列克也樂於結交經理與店中藝人紅星。1891年，另一家新型高級酒店巴黎酒店（Casino De Paris）開張，為了競爭過對手，紅磨坊挖角來拉·古留、馬瑟·滑蘭丹（Marcel Levesque）、雅内·阿夫里尔（Jane Avril）、夏烏考（Cha-u-kao）、依薇特·吉尔贝（Yvette Cuilbert）等巴黎著名的藝人紅星，並請羅特列克為紅磨坊製作彩色宣傳海報。由於他的海報一改傳統，使用彩色和顯著的文字，配合深具特色的人物造型，成功吸引了許多上流階層男女光顧紅磨坊。而羅特列克的宣傳也讓他成為紅磨坊的座上賓。於是，形形色色的藝人與客人成為他大多數的繪畫題材。

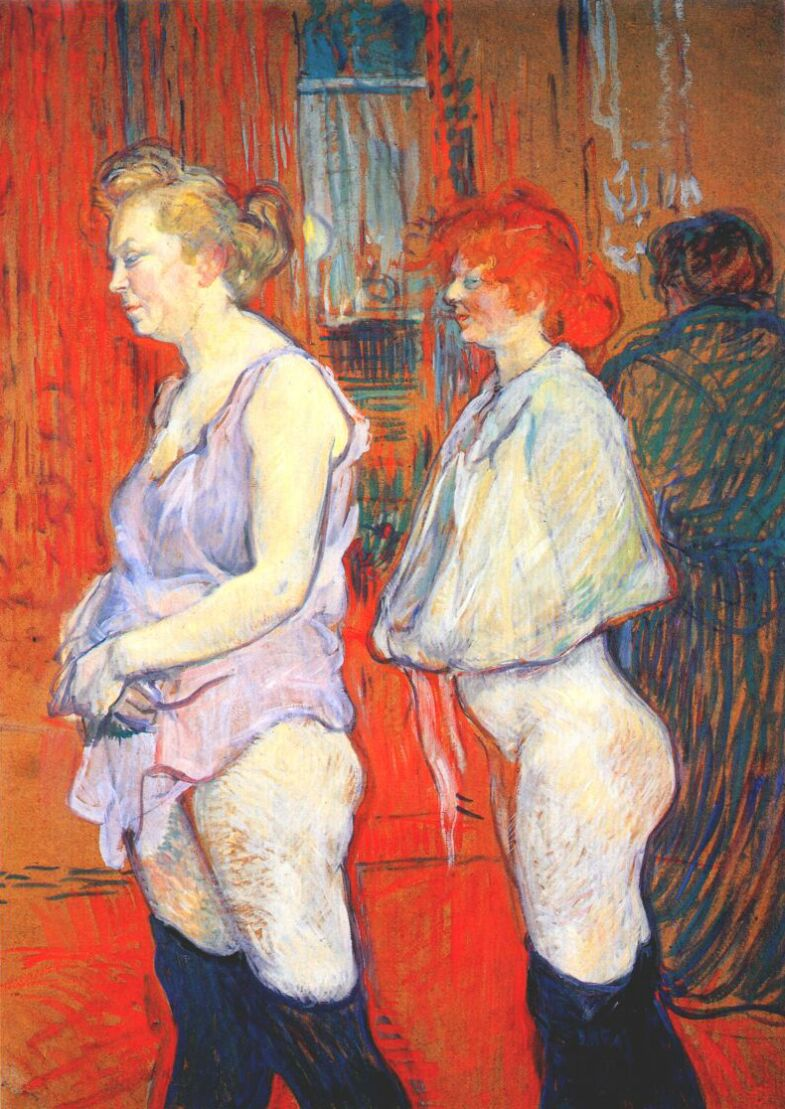
《身體檢查》，1894年，國家藝廊藏。磨坊街娼樓裡，妓女們接受官訂的身體檢查情景。

1892年起，羅特列克的繪畫對象又多出一種，即娼樓的妓女。最初這只是交通通勤上會經過，結交一些妓女朋友。隔年，由於醫師室友要結婚，為了騰出空間讓新婚夫婦生活，他乾脆搬進磨坊街（Moulin）的娼樓公寓居住。不同進出其中的其他男性，羅特列克是以朋友與觀察者的角度與她們共同生活，並紀錄下一夜春宵外，妓女們的真實生活：鬧情緒、裝扮、性器官檢查、彼此之間的女同性戀關係等等...。具有貴族身分的羅特列克，不但公然出入娼樓，也常在公開場合稱讚娼樓，比如一次高級餐宴中主人請他發表感想，他稱讚道：
|  | 太好了，就跟在娼樓裡一樣！ |

因如此離經叛道的行為，羅特列克不但成為上流社會議論的對象，也是各家媒體爭相關注的焦點。不過媒體重視的並非他的畫作，而是出人意表的言行舉止和笑話，但他從未對媒體過於誇大的報導作出回應與抗議。雖然大家對羅特列克意見甚多，但這三年也是創作的全盛時期，共完成五十多幅畫作。

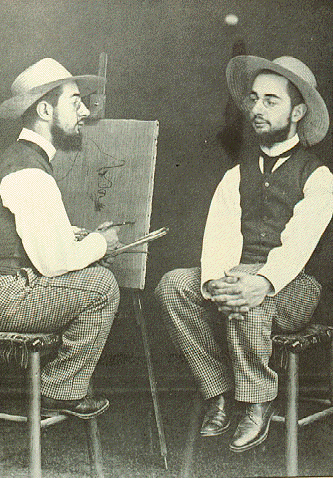
1890年左右由毛禮斯·吉貝魯拍攝的剪接照片。

1893年，羅特列克在畫商朋友莫里斯·喬懷安協助下，舉行生平第一次個展。為了避免不必要的爭議，他將有關妓女的作品擺在畫廊二樓，僅供少數朋友與鑑賞家參觀，其他爭議性較小的作品才放在一樓讓大眾欣賞。雖然羅特列克並不看好這次的個展，但出乎預料的是媒體卻給予其不錯的報導與評價，而羅特列克的精神導師艾德嘉·竇加也大大肯定他的作品，這也讓羅特列克於隔年舉行另一場石版畫個展。然而這次的個展不太成功。同年，《白色評論》（La Revue blanche）在巴黎發行，在獨立畫展上引人注目的羅特列克結識其中的撰寫作家安德烈·紀德、保罗·瓦勒里以及畫家皮爾·波納爾等人，進而與其中兩位主編保羅·勒克萊克（Paul Leclercq）、塔德·納塔松（Thadée Natanson）認識，並成為相當親密的好友。

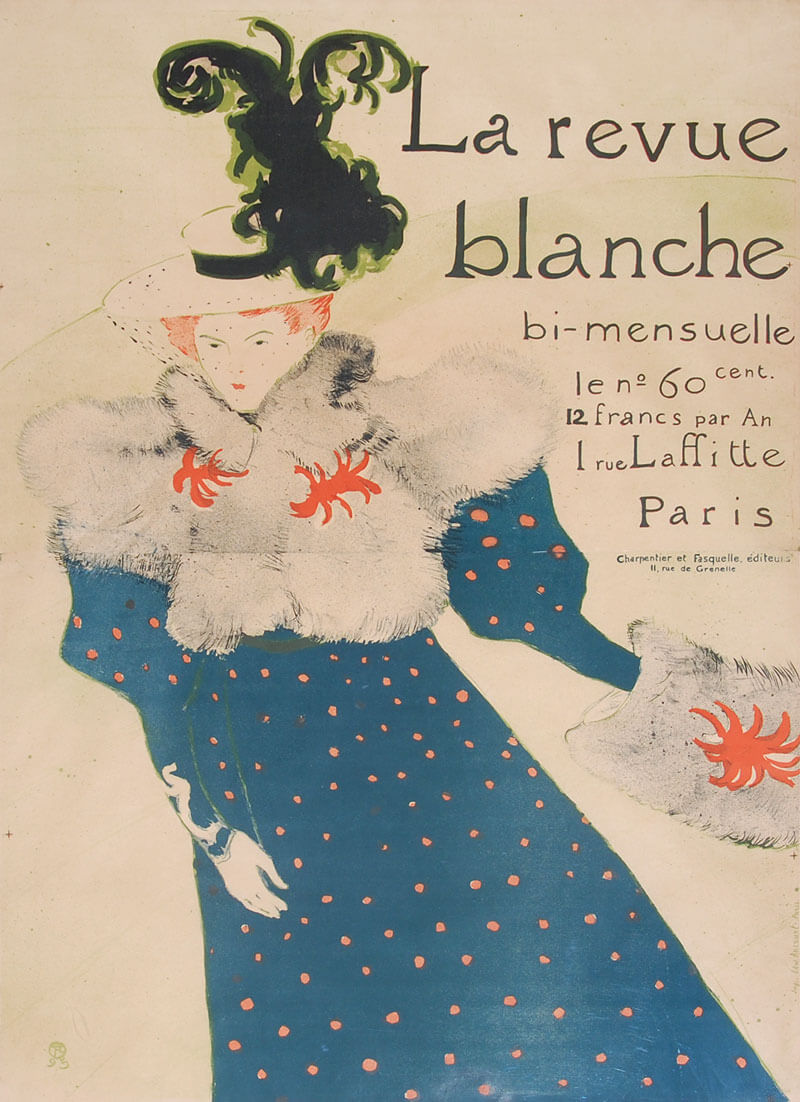
1895年羅特列克為《白色評論》所繪的宣傳海報，圖中人物即蜜希亞·納塔松。

1895年，羅特列克前往倫敦繪製肖像，順便拜訪詹姆斯·惠斯勒（James McNeill Whistler）等當代英國畫家，並在參觀馬戲團時結識莫里斯·梅特林克等作家與詩人。隔年又與喬懷安共遊荷蘭、西班牙和葡萄牙，然後溯羅亞爾河而上，探巡法國中部的各處城堡。這年，羅特列克出版了以妓女為主題的石版畫畫冊，並接受《白色評論》邀請，以他相當仰慕的塔迪·納塔松之妻米西娅·納塔松（Misia Natanson）為對象，為該雜誌畫了一幅宣傳海報。
1897年起，羅特列克因為通宵創作，常夜間失眠，因而逐漸染上酒癮，雖然經喬懷安勸告，但卻日益惡化，經常失眠喝酒，酒醉仍睡不著只好通宵作畫，這讓他孱弱的身體健康更加惡化。為了改善情況，喬懷安決定替他在倫敦舉辦第三次個人畫展，以遠離蒙馬特的花花世界。然而此次個展卻未受英國人青睞，以失敗作收，這反令羅特列克酗酒情形更加嚴重，回國後甚至出現精神失常與幻覺的情形。最後，母親與醫師表弟加布里埃尔·塔皮（Gabriel Tapie）討論後，於1899年3月決定把酒精中毒的羅特列克強送至精神病院治療。

### 晚期

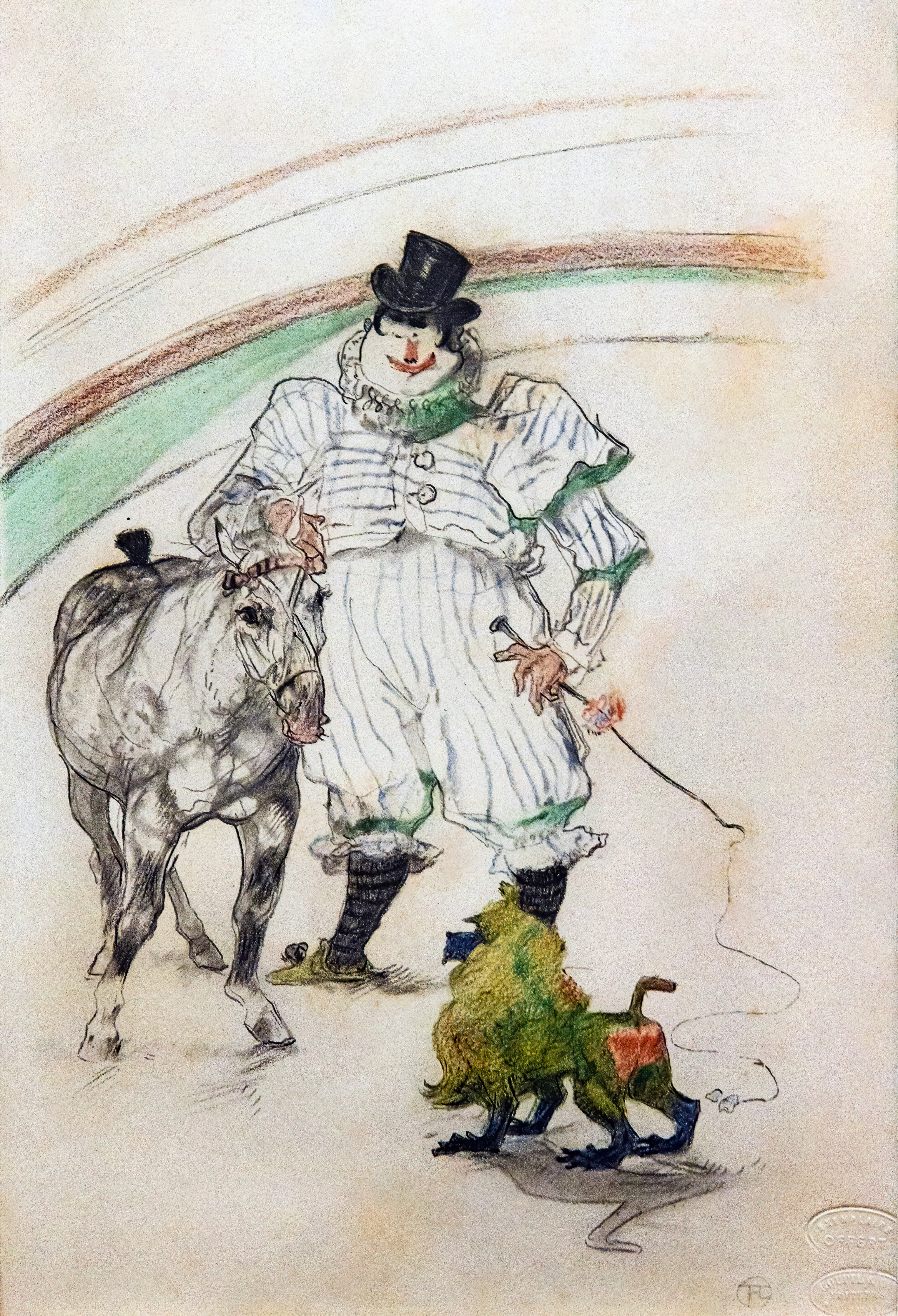
被稱作《馬戲團》的30幅石版畫系列作品之一，羅特列克透過這些作品向精神病院方證明自己與常人無異，最終贏得自由。

入院之初的羅特列克百般抗拒精神病院的治療，並寫信向父親求救，但未獲理睬。兩星期後，他的神智已較為清醒，開始擔心會被終身監禁在院裡，於是採取了幾個對策：一方面他向院方表示願意積極配合，減低彼此的不信任，另一方面他請經常來探病的喬懷安送來畫筆與石材，希望用畫作證明自己的精神良好。因為關在院裡，羅特列克僅能憑記憶作畫，於是他以待在萊昂·勃納畫室期間，啟蒙老師魯尼·布蘭斯多帶他觀賞馬戲團的回憶為題，創作一系列石版畫作，其中有小丑表演、女馴獸師、特技雜耍、喜劇等等。在入院75天內，共完成50多張作品，其中挑選30幅製成石版畫，這30幅畫最後也讓他離開精神病院。之後，羅特列克曾對朋友說過：
|  | 我以素描贏得自由！ |

5月20日出院後，羅特列克與遠親维奥（Viaud）陪同下，前往諾曼第旅行，之後又前往勒阿弗尔觀光。後來返回母親在馬爾羅梅的別墅靜養，直到10月母親的葡萄園收成後再度前往巴黎。由於擔心羅特列克再度沉溺於酒鄉之中，他的朋友們特地帶他逛當地的服飾街。這次他結識一位18歲的女裁縫路易丝·布卢埃（Louise Blouet），雖然她已名花有主，但對女性失望的羅特列克仍罕見地動了真情，並以她為模特兒，完成一幅油畫和兩張素描。

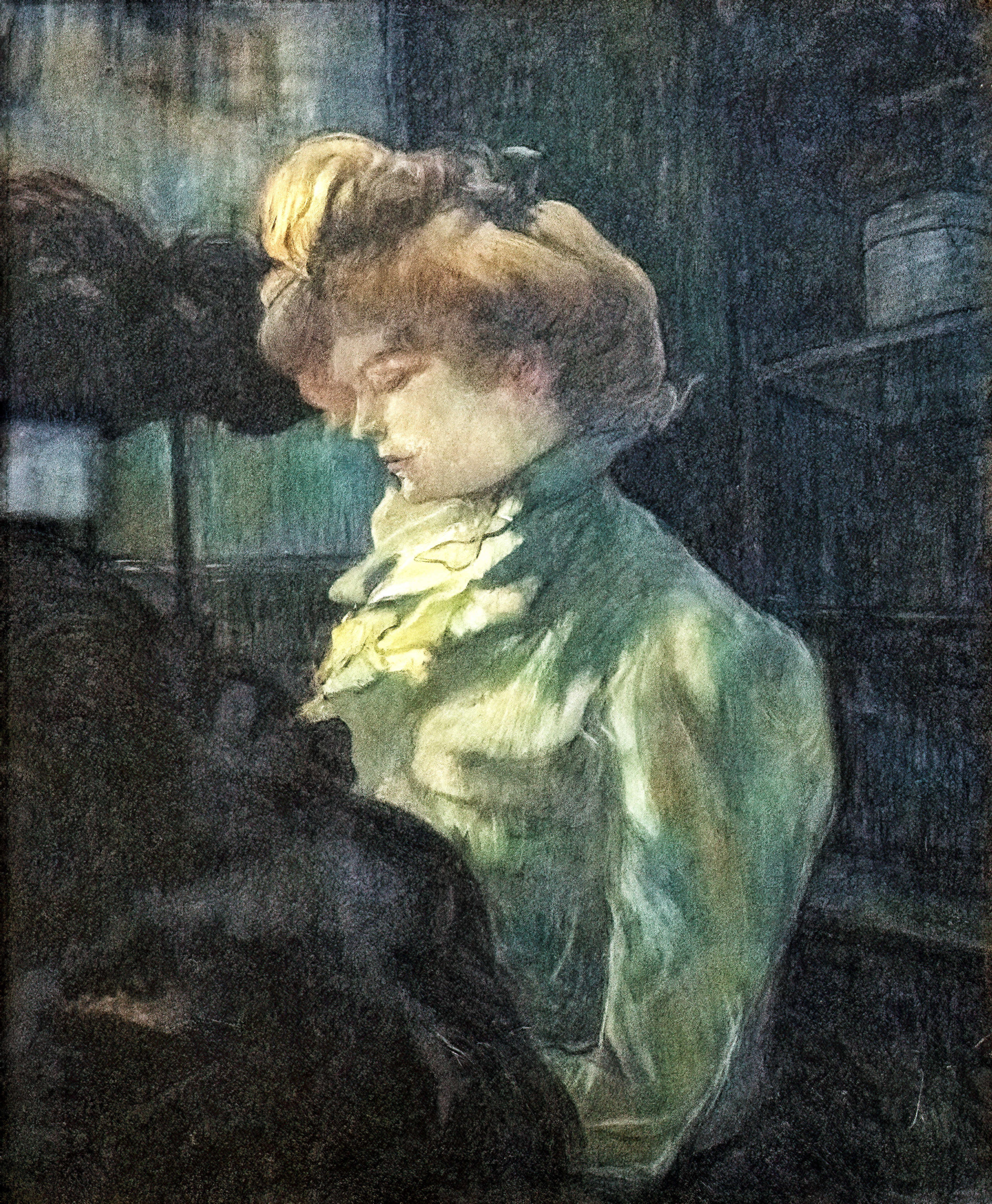
《女帽商》，1900年，土魯斯-羅特列克美術館藏。圖中女子即路易丝·布卢埃，羅特列克仰慕之餘，為她繪了三張作品。

1900年，巴黎再度舉辦的世界博覽會，邀請羅特列克擔任繪畫的評審，但被他回絕，不過他仍舊坐著輪椅上前去參觀。由於沒特別的好感，他未完成任何相關作品。不久，他又再度染上酗酒的習慣，甚至連同行的威奧也無法勸阻他，這令他尚未恢復健康的身體再度惡化。5月，他與威奧再遊諾曼第，為了感謝這位遠親，他以威奧為對象創作晚年大作《维奥提督》（Admiral Viaud）。6月，因經濟因素取消巴黎之行，直接從諾曼第前往波爾多，在此他迷上歌劇《梅薩莉娜》（Messalina），完成6幅相關畫作。12月，羅特列克返回馬爾羅梅，然而因腳充血而下半身麻痺，之後採用電療法才恢復，但病情已十分嚴重。

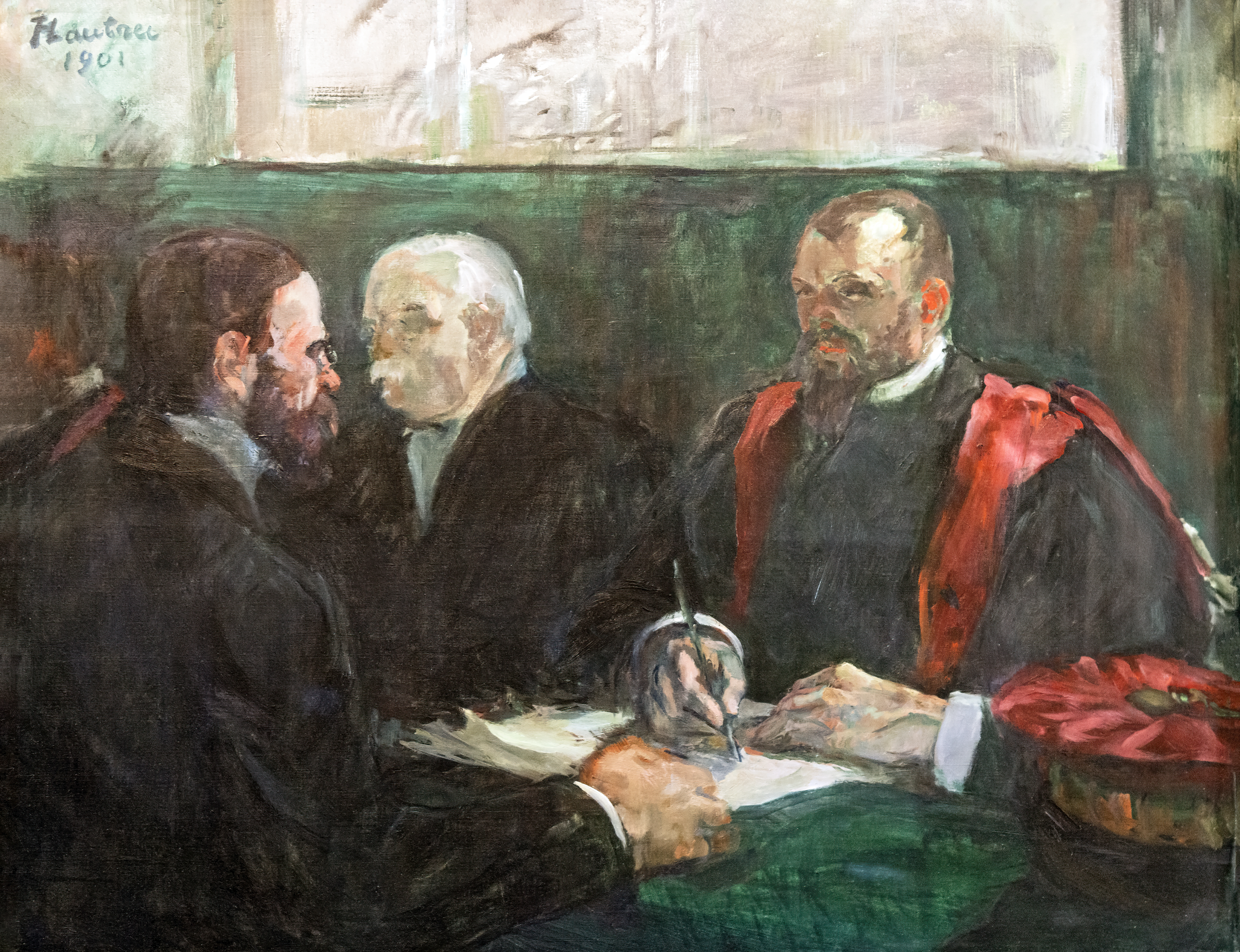
《巴黎大學醫學院的口試》，1901年，土魯斯-羅特列克美術館藏。羅特列克生前最後一幅作品。為了感謝表弟達比埃的照顧，他以想像繪出二十多年前達比埃口試的情景。

1901年4月15日，羅特列克最後一次前往巴黎，並拜訪巴黎的老朋友。由於大家都知道他大限不遠，此次為訣別之旅，所以除了感傷外，也帶他參觀各處故地，而他也整理了自己的畫室，並完成《威奧提督》與最後遺作《巴黎大學醫學院的口試》（An Examination at Faculty of Medicine）。7月，在朋友淚送下，羅特列克返回土魯斯，但回來後突然半身不遂。8月20日，母親羅特列克伯爵夫人帶他返回馬爾羅梅的別墅，這時，羅特列克的病情又急趨惡化，除了稍微修飾外，無力進行任何創作。9月9日凌晨兩點十五分，羅特列克在家人與少數好友注視下逝世，得年36歲。
1912年，莫里斯·喬懷安為羅特列克整理出版傳記《羅特列克傳》。而其多數作品則由父母保管，直到1922年才捐給阿爾比美術館（Mairie Albi），館方則成立土魯斯-羅特列克美術館（Le Musée Toulouse Lautrec）專門展示這些作品，至今該館仍是收藏羅特列克作品最多的地方。

## 藝術風格
作為後印象派畫家，羅特列克的繪畫技巧深受印象畫派啟發，但又結合浮世繪筆法與個人寫實的才華而獨樹一格。他的繪畫作品主要可分成兩大類型：油畫與石版畫。無論哪種類型，幾乎都以人物素描為主題對象。受到艾德嘉·竇加的強烈影響，羅特列克的畫作充斥著各式各樣的人物樣貌。對於這點，據說他曾說過：
|  | 只有人才是存在的，風景不過是附屬品。所謂純風景畫畫家只是野蠻人。 |

雖然同樣專注於人物畫，但羅特列克與竇加的風格又大異其趣：竇加的畫作被認為宛如鑰匙孔中的結果，她們（多數是女性）在畫中的姿態宛如不曾留意畫家的筆觸，因此留下無矯作的體態之美；然而羅特列克的畫作卻有意無意的扭曲或誇大畫中人物的樣貌神情，進而強調人物的生命力與寫實感，讓粗莽的中低階層居民也戴上莊嚴的面紗。對於自己的創作理念，羅特列克曾說：
|  | 我致力於創作真實而非理想，或許這是缺點。雖然我並不喜歡醜陋的東西，但我對它仍帶有幾分興趣地塗上顏色，或畫成圓形，或使之發光...。 |

### 油畫
羅特列克的油畫與水彩畫作品大略可分成三個時期：1888年以前的習作期，1888年至1898年的全盛期，1898年至1901年的厚重期。

#### 習作期（1887年以前）

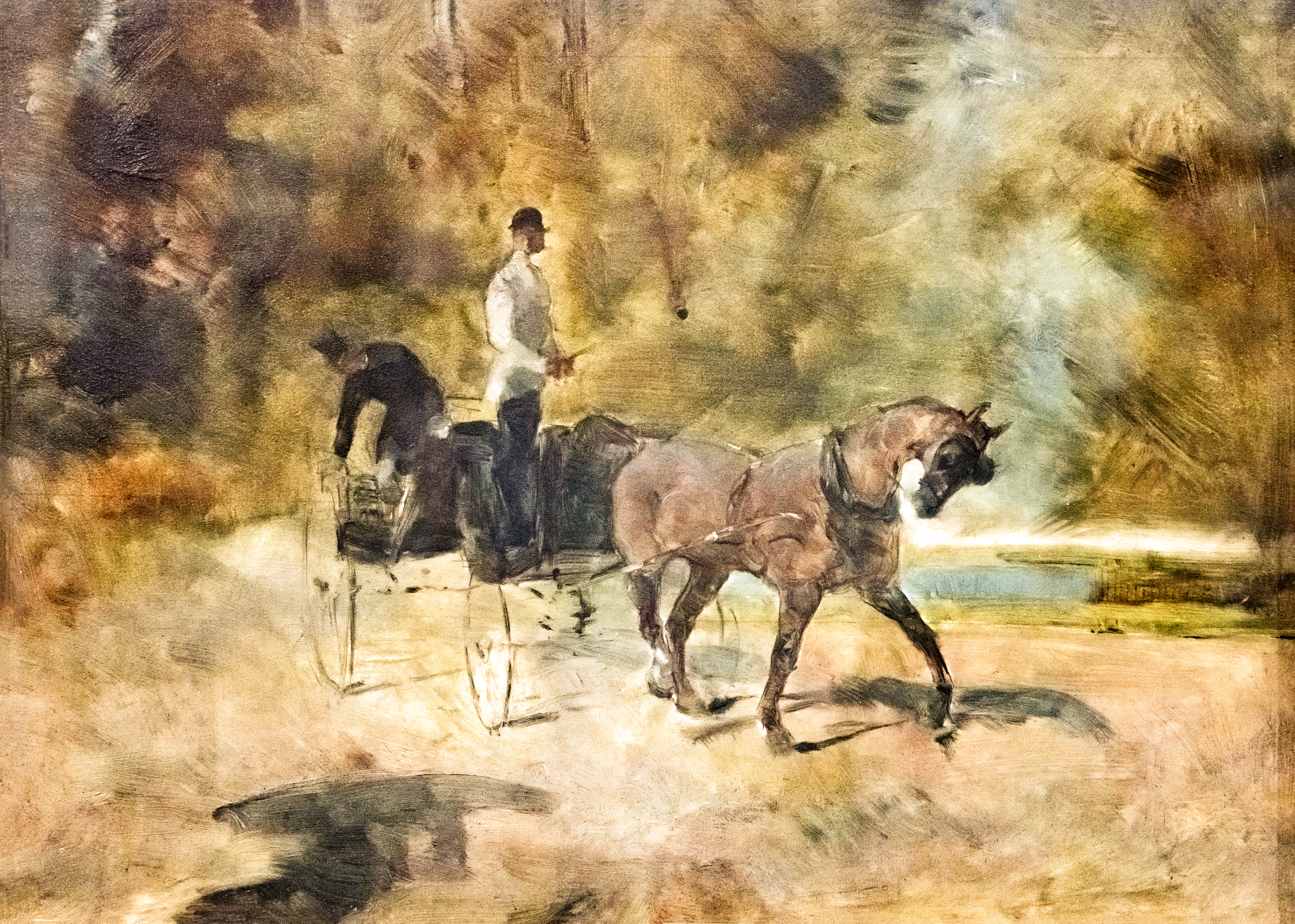
《四輪輕馬車》，1880年，土魯斯-羅特列克美術館藏。羅特列克少年時期曾以馬車為題材完成許多作品，這是其中一幅。

1888年之前，羅特列克尚在摸索自己的繪畫風格：雖然自小便展露出快速掌握物體移動瞬間的畫面並生動描繪出來的天賦，但受到學院派老師的影響，羅特列克儘可能壓抑本身變形扭曲畫作對象的本能。有名同畫室的同學曾描述這彼此衝突的矛盾：
|  | 我們都看得出來亨利想忠實呈現模特兒，但他的畫筆往往反抗他的意志，把模特兒的性格或特徵用誇張的筆法表現出來。 |

另外，雖然已表現出優異的人物素描技巧，但畫作題材因不同老師的指導，創作題材也大不相同：在魯尼·布蘭斯多門下時，便以動物畫為主；到了歷史畫畫家費爾南·科爾蒙門下時，討厭畫作刻板人物的羅特列克也畫了兩三幅類似的題材作品。此外他也畫過同一畫室的同學文生·梵谷的肖像畫。而在學院派老師指導下，羅特列克的最大收穫莫過於背景構圖與透視法的成熟運用技巧，而塗色上也出現越來越多的繪畫線條。
1885年起，受到印象派與新藝術運動影響，羅特列克的畫作中出現印象派色調的筆法，逐漸講求畫作第一眼的視覺效果。另外，因崇拜印象派畫家艾德嘉·竇加，羅特列克放棄了學院派畫家的指導，逐漸將主題轉向現實生活中的人物。

#### 全盛期（1888年－1898年）

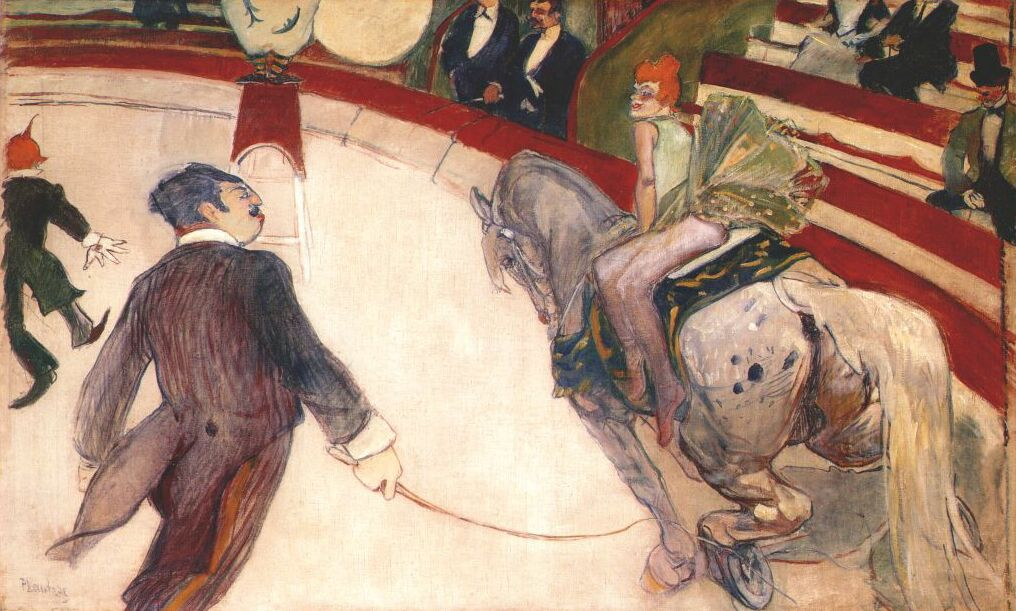
《費南迪馬戲團的女演員》，1888年，芝加哥美術館藏。這幅畫是典型的羅特列克式作品：依稀可見的畫布底色、巨大的觀眾席弧線、弓狀的馴獸師身材、誇張的女演員臉部，都顯示出其全盛時期的繪畫風格。

1888年起，羅特列克迷上蒙馬特的夜生活，開過出新的畫風：為了描繪快速舞動的藝人身影與觀眾，羅特列克完全放棄學院派嚴謹的繪畫方式，改以快速的線條描繪人物輪廓，如此扭曲誇大特徵的本能終於彰顯出來，並成為他的一大特色；另外使用稀釋過的顏料塗滿色面，使塗色快速而直接，連帶產生透明感，並依稀裸露出畫布的底色。
另外，從1883年起，羅特列克開始收藏浮世繪的畫作，並從中採用許多技巧加入畫中：他學會應用具有韻律感的輪廓線條表達人物的服飾與身材特徵，並將透視法中的水平線拉到畫作的上半部，使消失點移到畫作之外，因而讓畫裡的空間距離變成急遽上升的斜線狀態；此外，具有顯著特徵的主體人物被擺到前端，後面改以黯淡如黑影般的人群加以襯托，這些技巧使得主角更為明顯，受人注意，並塑造出夜生活裡的刺激與戲劇性。
誇張甚至帶點醜陋的人物表情是這時期羅特列克畫作的最大特點：他不是憑空扭曲人物的樣貌，而是根據主角本身的特徵加以誇大。而且，夜總會的表演光線經常由下而上照射，如此人物的鼻孔與嘴唇會顯得十分明顯，羅特列克抓住這個場景並畫成畫作，這讓現實生活中的美女在作品中也顯得醜陋。也因為如此，許多女伶會為此向羅特列克抱怨，但他從未在畫作上讓步。

#### 厚重期（1899年－1901年）
1898年後，羅特列克因酒精中毒損害神經，無法自由輕快地揮動色筆，只好放棄全盛時期的快速繪畫技巧，改以厚重的顏色強調人物的性格。但除此之外，其他的技巧仍未放棄。不過由於病痛纏身，加上兩年後旋即去世，這時期的作品遠少於前面兩個時期。不過由於多數時間不在蒙馬特，此期的繪畫人物不再是藝人紅星或妓女，而是以一同旅遊的朋友，歌劇場景等題材為主。
此外，這時期也出現許多經典的系列作品，如《梅薩莉娜》為描繪對象的6幅系列作品。

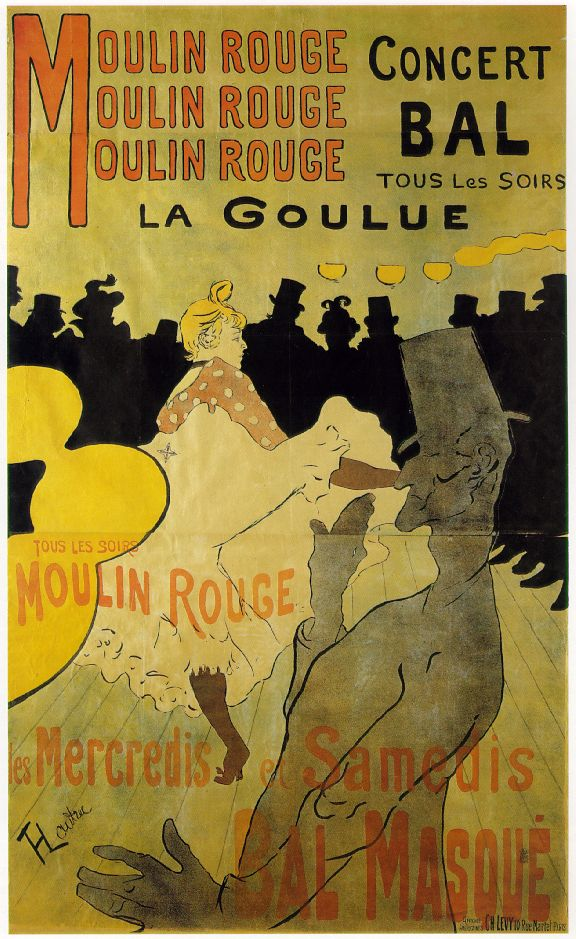
《紅磨坊與拉·古留小姐》，1891年，國立圖書館攝影與版畫部門藏。羅特列克最知名的海報作品之一，左邊跳舞的是拉·古留，右側的黑影是馬瑟·滑蘭丹。

### 石版畫與海報
相較於油畫作品，羅特列克的石版畫在當代十分著名：他不但是當時少數傑出的石版畫畫家，也用石版畫製作深具個人特色的海報。
石版畫發明於18世紀末的德國，雖然在19世紀後期多數印象派畫家已嘗試過這種繪畫技術，但羅特列克嚴謹且大量的石版畫作品卻與奥诺雷·杜米埃（Honoré Daumier）並稱19世紀最重要的石版畫家。他從1885年離開費爾南·科爾蒙的畫室後，立刻學習石版畫的技術，並以嚴謹的方式製作作品：先在石版上打上素描草稿，期間以拇指擦拭線條，製造出現線條之間的疏密感，最後才製成石版畫。因此，他的多數石版畫幾乎是素描的重現，流暢的線條在其中扮演重要的角色。
但另一方面，羅特列克也製作大色面石版畫，並運用在海報作品上。當時海報才剛運用在商業宣傳上，因此多數商家僅製作簡單小型的黑白海報作為宣傳，但羅特列克接受红磨坊委託後，開始製作鮮豔、造型有力的彩色海報，以大膽的動作與表情吸引顧客上門，果然一炮而紅，成為當時與皮爾·波納爾齊名的兩大海報創作者。
無論是石版畫或海報，羅特列克在其中運用了更多浮世繪的技巧：他大膽拋棄透視法，以線條創造出主觀的空間感，並以左右不對稱的比例構圖襯托主題；另外在海報上他使用大塊的純色裝飾，搭配刺激性的彩色字體，加上本身獨特的人物刻畫，使人們眼光自然被其作品所吸引。這也令他的作品成為當時夜總會或歌手重要的宣傳品。

## 羅特列克與女性
由於身體上的殘缺，羅特列克藉著蒙馬特的夜生活彌補心靈上的空缺，也因此認識了許多舞者、藝人和娼妓。雖然多數都變成他的好友，但他與這些女性的關係始終懷著一種矛盾心態：他對她們抱持些許懷疑、不信任，但又對她們悲慘的身世感到同情，而這點反映在作品上，便是無節制的誇張線條和沉重現實感的風格（相反的，有關母親的畫作中，羅特列克總一貫保持穩重而平靜的風格）。以下幾位在羅特列克的生命與藝術創作上，有舉足輕重地位的女性。

### 瑪莉-克雷曼汀·瓦拉東

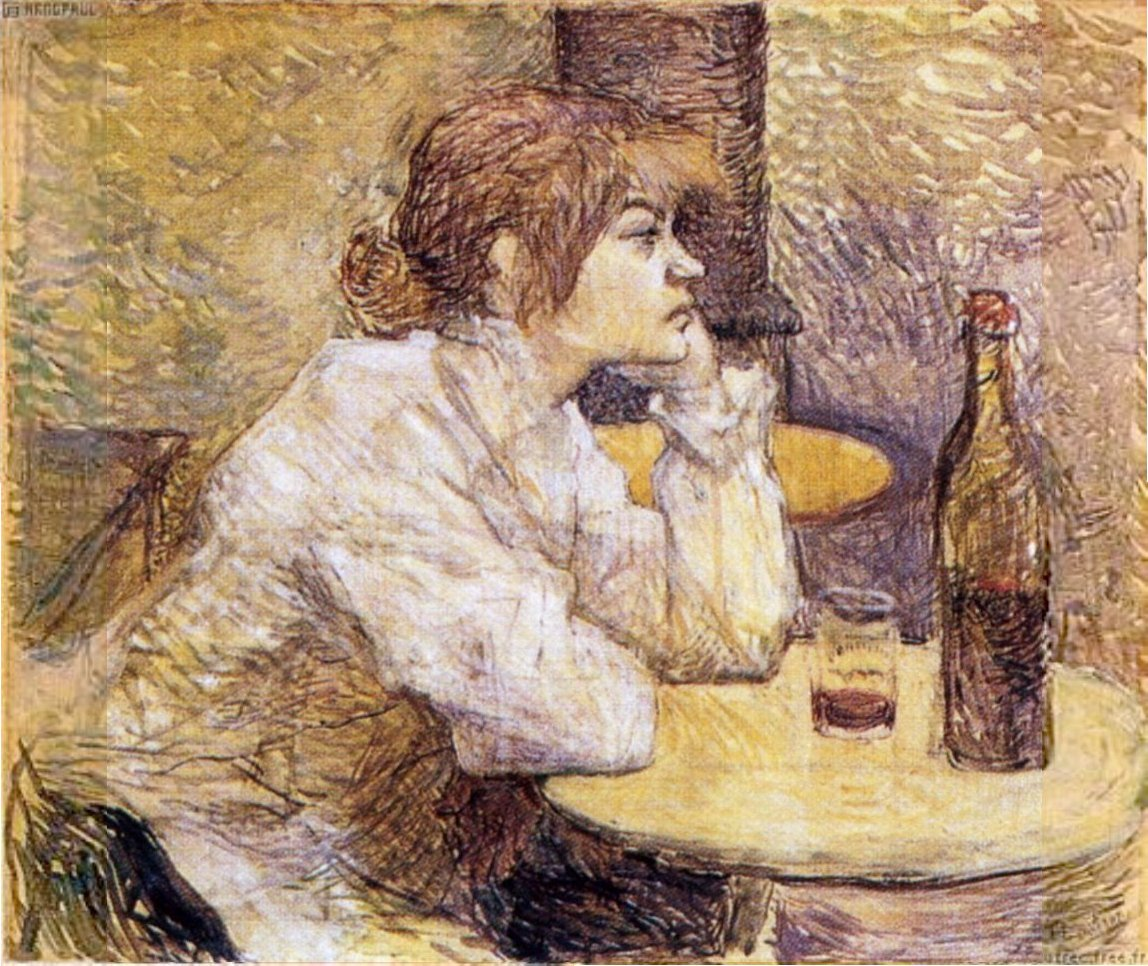
《宿醉》，1889年，佛格美術館藏。

玛丽-克莱芒蒂娜·瓦拉東（Marie-Clémentine Valadon，1865年9月23日-1938年8月7日）出身下層社會，母親是洗衣婦，未婚懷孕而生下她。15歲時她成為馬戲團雜技員，但一次失手摔落地面後被迫離職，前往巴黎蒙馬特區改當裸體模特兒，不久未婚懷孕，生下一名男孩，即日後著名的風景畫畫家莫里斯·郁特里洛（Maurice Utrillo）。
1885年時，她擔任羅特列克的繪畫模特兒，兩人即陷入熱戀中。羅特列克以她為題，完成許多畫作
，並鼓勵與指導她進行創作，然而瑪莉與他交往的目的卻是貪圖他的金錢，並多次欺騙他。最後羅特列克再也無法忍受，於1889年毅然離去。而這段失敗的初戀也讓他對女性備感失望，加上之後又從其他女性身上感染梅毒，從此不再輕言接受愛情。
但另一方面，瑪莉卻在羅特列克指導下開始繪畫創作並在日後成為畫家。在埃德加·德加的鼓勵下，瓦拉東堅持繪畫的嘗試，後來成為當時最著名的女畫家之一。以蘇珊娜·瓦拉東之名留世。

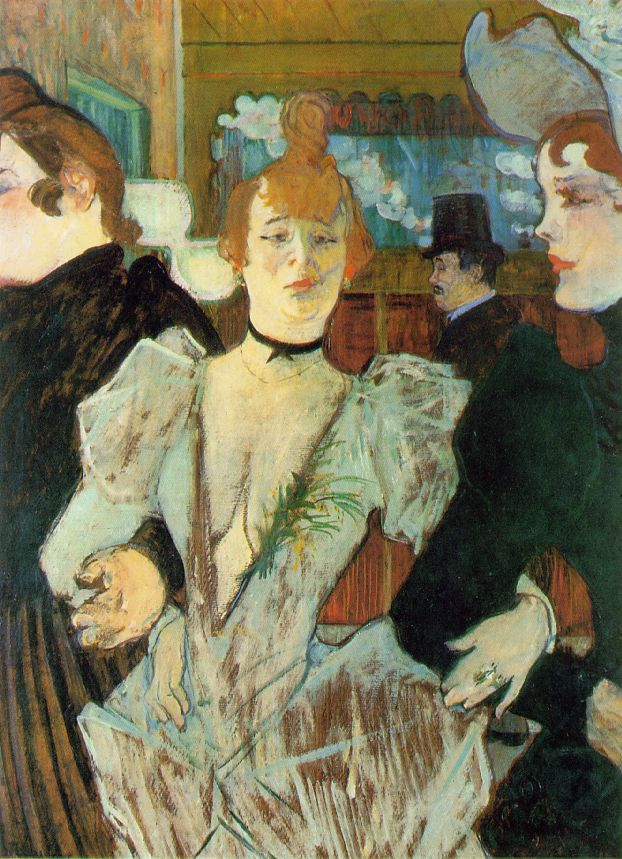
《步入紅磨坊的拉·古留小姐》，1892年，紐約現代美術館藏。

### 拉·古留
拉·古留（La Goulue，1866年-1929年1月30日）是觀眾為她取得綽號，意思是「老饕」，羅特列克以此綽號為題完成許多知名作品，使這綽號反而比本名更為人們知曉。她本名路易丝·韋伯（Louise Weber），出身猶太家庭，16歲時瞞著母親跑到煎餅磨坊演出，並引起羅特列克注意。她大膽、奔放充滿野性的個性讓她深受觀眾喜愛，逐漸竄紅，並於1891年被挖角到紅磨坊表演。由於羅特列克以她為題，製作出許多成功的彩色海報，1891年至1895年之間成為全巴黎首屈一指的紅星，也是紅磨坊裡的招牌舞者。但由於毫無節制的貪吃，她的體態日趨肥胖，最後不得不於1895年離開紅磨坊，在小巷裡搭設小屋勉強過活，可是仍無法挽回沒落的表演生涯，最後被收容在養老院裡渡過餘生。
羅特列克對她的好感在於其不受拘束的個性。他以她為題製作了12幅油畫與許多宣傳海報，成功發揮了刻畫人物的專才，而成為其藝術生涯中最為人所知的人物畫作。而兩人的友情也十分堅定：拉·古留離開紅磨坊後，在巴黎小巷裡撘設表演小屋外的兩塊具有招牌作用的畫作是由羅特列克義務贊助的作品，而1901年風中殘燭的羅特列克仍在最後一次巴黎之行中強撐身軀，到小屋拜訪拉·古留。

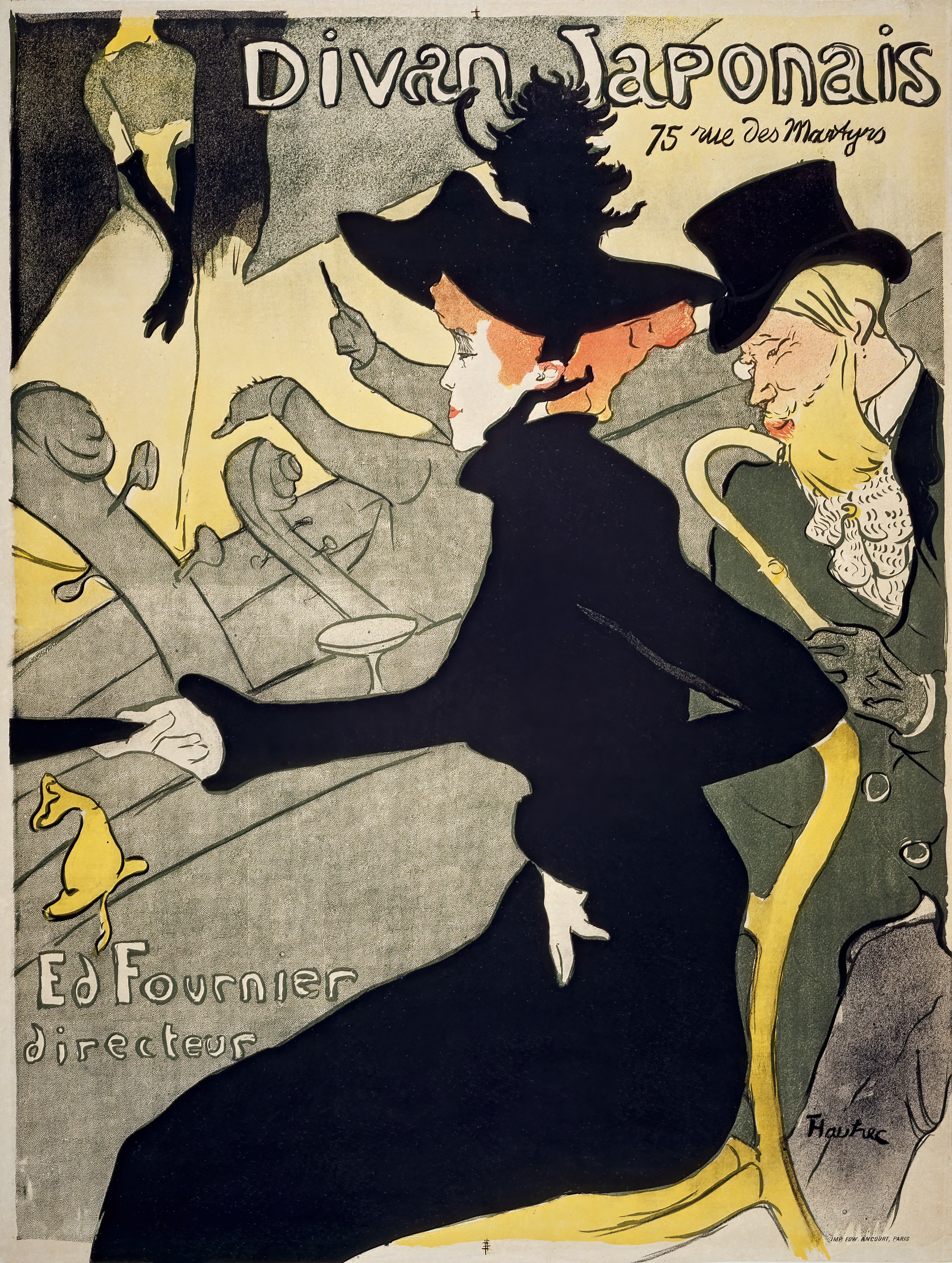
《日本會議廳的音樂廳》，1892年-93年，國立圖書館攝影與版畫部門藏。

### 雅内·阿夫里尔
雅内·阿夫里尔（Jane Avril，1868年-1943年）是一名義大利貴族與巴黎高級妓女的私生女，本名雅内·布東（Jeanne Beaudon）。由於小時候常遭雙親虐待，後來被薩伯特慈善醫院（Pitié-Salpêtrière Hospital）收容，由让·马丹·沙尔科（Jean-Martin Charcot）醫師照料。16歲時離開醫院後，於1889年來到紅磨坊。可能後家暴陰影的影響，成為藝人的阿夫里尔感情並不穩定，常更換情人，直到42歲時才嫁給德國藝術家莫里斯·比艾（Maurice Biais）。
不同於粗野的拉·古留，雅内·阿夫里尔個性內向陰鬱，喜歡獨自一人跳舞。由於這項特質，加上帶有貴族血統，羅特列克喜歡將她孤獨一人的身影畫成油畫作品，而許多宣傳海報也以她跳康康舞（can-can）的姿態為主打標題，吸引顧客上門。事實上，羅特列克的宣傳確實為雅内·阿夫里尔打出了名氣，不但令她成為紅磨坊中僅次於拉·古留的紅牌舞者，也讓她甚至遠征英國及美國，在倫敦等異國都會展開巡迴演出。

### 依薇特·吉尔贝

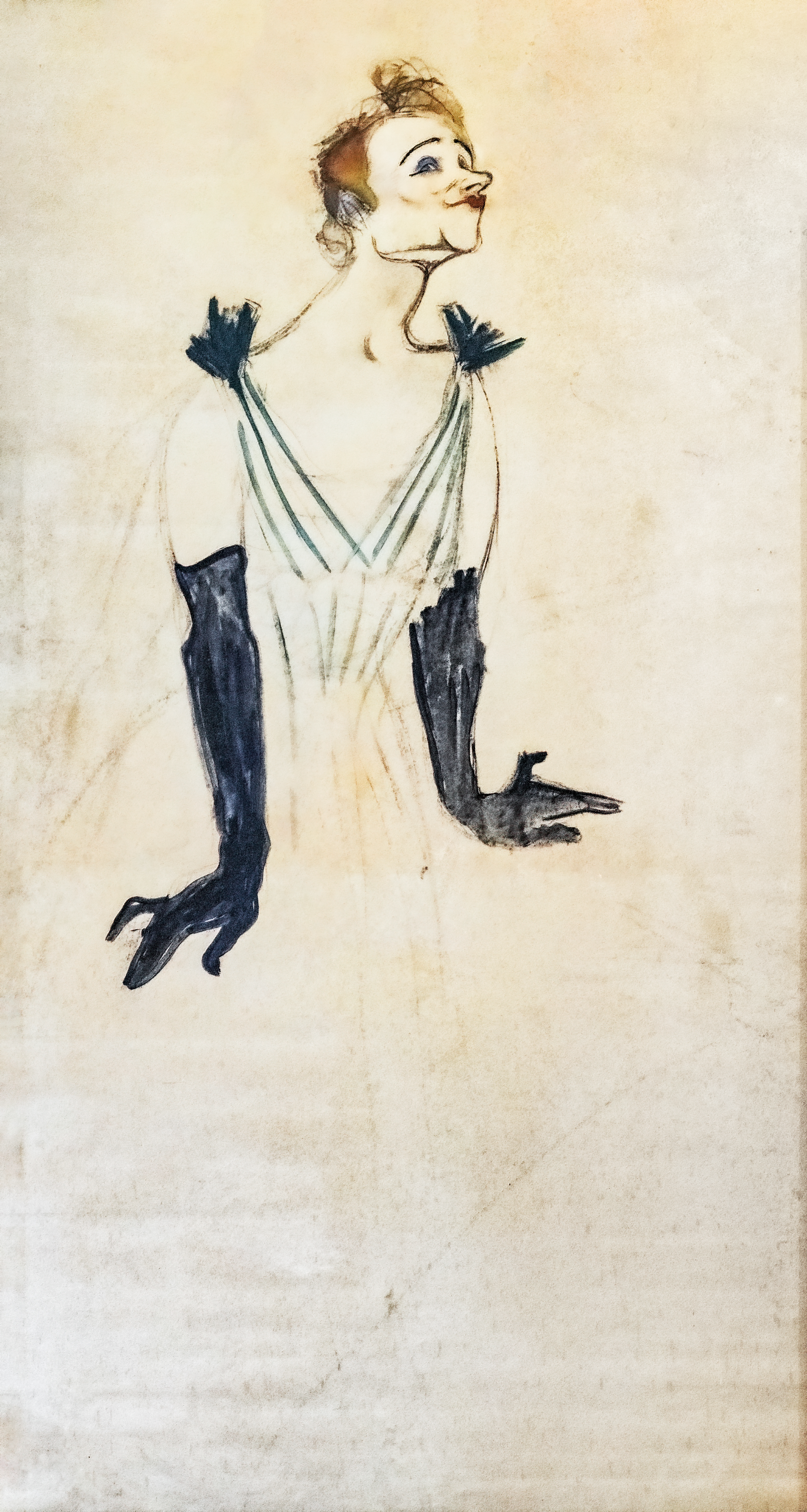
《朗讀狀的依薇特·吉尔贝》，1894年，土魯斯-羅特列克美術館藏。

依薇特·吉尔贝（Yvette Guilbert）曾當過裁縫、服裝模特兒、演員，是一名全能型藝人：她的表演內容包含歌唱、戲劇表演以及詩詞朗誦。由於才華洋溢，加上羅特列克的作品宣傳，1892年起開始在巴黎竄紅。而她標準的裝扮：白衣、黑色長手套也常出現在羅特列克的作品之中。
雖然本人長相不差，但羅特列克特別喜歡扭曲她深具特色的臉部樣貌，將她塑造成尖鼻子、大嘴巴和瘦長脖子的女星。對於此點，吉尔贝曾寫信向他抱怨：
|  | 親愛的羅特列克先生： 今年冬天是我捲土重來的時候，然而千萬拜託的是不要把我畫得那樣醜陋，稍微可愛點吧！來我家的客人，一見到你的草稿時都不禁大聲尖叫。畢竟一方面不是所有人都懂得藝術，一方面也為我考慮需給後人好印象嘛！拜託！稍微收斂你苛刻的彩筆吧！ |

但羅特列克仍不為所動，繼續他扭曲誇張的風格。不過這樣的風格成功吸引許多觀眾前來紅磨坊捧場，1894年吉尔贝被某雜誌選為聖誕節特刊的封面女郎時，也毫不猶豫地指定羅特列克擔任畫家。另外，羅特列克以她為題，製作許多石版畫作品，並先後集結發行成兩大冊的畫集，其中一冊限量發行100本，每頁都留有吉尔贝的簽名，大大提升了這位香頌（chanson）歌手的人氣。

### 路易丝·布卢埃
路易丝·布卢埃（Louise Blouet）是羅特列克晚年結識的服飾街女裁縫，當年18歲。雖然已經有男朋友了，羅特列克卻與她發展出一段純純之愛，這對十分不信任女性的他而言，可謂十分幸福的小插曲。後來羅特列克的朋友描述這段時期時，曾回憶道：
|  | 亨利與路易丝·布卢埃小姐在一塊時，好像一對小孩，充滿了天真、快樂。 |

羅特列克喜歡稱她為羅蓋茲·瑪古茵（Croquezy Margouin，Croquezy來自Croquez-y，是對女性人體模型的暱稱），並以她為題，完成一幅畫與兩幅素描。這是羅特列克生前最後一次以單一人物為題完成大量作品。

## 影響
生前，羅特列克被視為惹花捻草的人物，不過其海報與版畫作品卻造成當時巨大的變革；他讓商樣宣傳的海報作品也能兼具藝術性，並成功將夜生活的歡樂場所形象化，牢記在人們的腦海之中。至今，即使已過百年，紅磨坊仍然是巴黎著名的觀光景點之一，並成為許多電影、繪畫等藝術創作的取材對象。這點，應歸功於羅特列克傳神的海報作品與畫作之賜。
繪畫上，羅特列克大量採用浮世繪技法的繪畫風格影響了新藝術運動與後印象派的作品風格：不但與他同輩的文生·梵谷也採用大量具有韻律感的線條描繪事物，更啟發後輩畫家如巴伯羅·畢卡索的人物畫風格，進而開創藍色時期的畫風。這在後印象派中，可為十分具影響力。
根據網路電影資料庫（IMDb）統計 （页面存档备份，存于），1950年以來，以羅特列克為題電影的電影有兩部，電視劇有一部，以他為名的角色也出現在其他電影，特別是以紅磨坊主題的電影。另外，許多餐廳和商場為了表現優雅熱絡的夜生活氣氛，會將羅特列克的畫作或海報圖樣畫成壁畫或空間裝飾。顯然，他幾乎已和紅磨坊和蒙馬特，乃至於19世紀末的巴黎畫上等號。

## 外部連結

### 其他網站
- 介紹羅特列克的網站 （页面存档备份，存于）
- 藝術家傳記
- 藝術家傳記 （页面存档备份，存于）